# Стенли куп плејоф 2003.
Стенли куп плејоф Националне хокејашке лиге (НХЛ) који је одигран 2003. године почео је 9. априла а завршио 9. јуна победом Њу Џерзи девилса над Анахајм мајти даксима, резултатом 4-3 у финалној серији. Овим тријумфом, Њу Џерзи је стигао до свог трећег Стенлијевог трофеја у овом такмичењу.
Шеснаест тимова који су се пласирали у плејоф, по осам из обе дивизије, играли су елиминаторни турнир у серијама на четири добијене утакмице кроз четири фазе такмичења (четвртфинале конференције, полуфинале конференције, финале конференције и Стенли куп финале).
Минесота вајлдси пласирали су се први пут у плејоф у својој тек трећој сезони у НХЛ лиги. Минесота је такође, као аутсајдер у свом плејоф дебију, успела да се домогне финала Западне конференције иако је у обе претходне серије морала да сустиже предност противника од 3-1.
Упркос поразу од "ђавола" у финалу, голман Анахајма Жан-Себастијен Жигер заслужио је Кон Смајтов трофеј као најкориснији играч плејофа (МВП), што је тек пети пут да је ово признање додељено играчу поражене екипе.

## Учесници плејофа
У плејоф су се пласирали шампиони свих шест дивизија и по пет најбољих екипа из сваке конференције на основу коначне табеле након завршетка регуларног дела сезоне 2002/03, укупно 16 тимова, по осам из сваке конференције. Тимовима су додељене позиције 1-8 на основу пласмана у својој конференцији.
Њу Џерзи девилси (Атлантик), Тампа Беј лајтнингси (Југоисток), Отава сенаторси (Североисток), Детроит ред вингси (Централ), Далас старси (Пацифик) и Колорадо аваланши (Северозапад) били су шампиони својих дивизија по завршетку лигашког дела сезоне 2002/03. Отава сенаторси су освојили и трофеј Президентс као најбоље пласирани тим лигашког дела такмичења (113 бодова).
Тимови који су се квалификовали за Стенли куп плејоф 2003. следе испод.
| Шампиони источних дивизија |                                   |        |
| #                          | Клуб                              | Бодови |
| (1)                        | Отава сенаторси (Североисток)     | 113    |
| (2)                        | Њу Џерзи девилси (Атлантик)       | 108    |
| (3)                        | Тампа Беј лајтнингси (Југоисток)  | 93     |
|                            |                                   |        |
| По пласману на Истоку      |                                   |        |
| #                          | Клуб                              | Бодови |
| (4)                        | Филаделфија флајерси (Атлантик)   | 107    |
| (5)                        | Торонто мејпл лифси (Североисток) | 98     |
| (6)                        | Вашингтон капиталси (Југоисток)   | 92     |
| (7)                        | Бостон бруинси (Североисток)      | 87     |
| (8)                        | Њујорк ајлендерси (Атлантик)      | 83     |

| Шампиони западних дивизија |                                 |        |
| #                          | Клуб                            | Бодови |
| (1)                        | Далас старси (Пацифик)          | 111    |
| (2)                        | Детроит ред вингси (Централ)    | 110    |
| (3)                        | Колорадо аваланши (Северозапад) | 105    |
|                            |                                 |        |
| По пласману на Западу      |                                 |        |
| #                          | Клуб                            | Бодови |
| (4)                        | Ванкувер канакси (Северозапад)  | 104    |
| (5)                        | Сент Луис блуз (Централ)        | 99     |
| (6)                        | Минесота вајлдси (Северозапад)  | 95     |
| (7)                        | Анахајм мајти дакси (Пацифик)   | 95     |
| (8)                        | Едмонтон ојлерси (Северозапад)  | 92     |

## Распоред и резултати серија
| Четвртфинала конференција (прва рунда) |

| Источна конференција | Источна конференција | Источна конференција | Источна конференција | Источна конференција |
| -------------------- | -------------------- | -------------------- | -------------------- | -------------------- |
| (1)                  | Отава сенаторси      | 4-1                  | Њујорк ајлендерси    | (8)                  |
| (2)                  | Њу Џерзи девилси     | 4-1                  | Бостон бруинси       | (7)                  |
| (3)                  | Тампа Беј лајтнингси | 4-2                  | Вашингтон капиталси  | (6)                  |
| (4)                  | Филаделфија флајерси | 4-3                  | Торонто мејпл лифси  | (5)                  |

| Западна конференција | Западна конференција | Западна конференција | Западна конференција | Западна конференција |
| -------------------- | -------------------- | -------------------- | -------------------- | -------------------- |
| (1)                  | Далас старси         | 4-2                  | Едмонтон ојлерси     | (8)                  |
| (2)                  | Детроит ред вингси   | 0-4                  | Анахајм мајти дакси  | (7)                  |
| (3)                  | Колорадо аваланши    | 3-4                  | Минесота вајлдси     | (6)                  |
| (4)                  | Ванкувер канакси     | 4-3                  | Сент Луис блуз       | (5)                  |

| Полуфинала конференција (друга рунда) |

| Источна конференција | Источна конференција | Источна конференција | Источна конференција | Источна конференција |
| -------------------- | -------------------- | -------------------- | -------------------- | -------------------- |
| (1)                  | Отава сенаторси      | 4-2                  | Филаделфија флајерси | (4)                  |
| (2)                  | Њу Џерзи девилси     | 4-1                  | Тампа Беј лајтнингси | (3)                  |

| Западна конференција | Западна конференција | Западна конференција | Западна конференција | Западна конференција |
| -------------------- | -------------------- | -------------------- | -------------------- | -------------------- |
| (1)                  | Далас старси         | 2-4                  | Анахајм мајти дакси  | (7)                  |
| (4)                  | Ванкувер канакси     | 3-4                  | Минесота вајлдси     | (6)                  |

| Финала конференција |

| Источна конференција | Источна конференција | Источна конференција | Источна конференција | Источна конференција |
| -------------------- | -------------------- | -------------------- | -------------------- | -------------------- |
| (1)                  | Отава сенаторси      | 3-4                  | Њу Џерзи девилси     | (2)                  |

| Западна конференција | Западна конференција | Западна конференција | Западна конференција | Западна конференција |
| -------------------- | -------------------- | -------------------- | -------------------- | -------------------- |
| (6)                  | Минесота вајлдси     | 0-4                  | Анахајм мајти дакси  | (7)                  |

| СТЕНЛИ КУП ФИНАЛЕ |                  |     |                     |       |
| (И-2)             | Њу Џерзи девилси | 4-3 | Анахајм мајти дакси | (З-7) |

| Шампиони 2003.                  |
| ------------------------------- |
| Њу Џерзи девилси (трећа титула) |

## Статистика

### Тимови
| Клуб                 | ОУ | П  | И  | ГД | ГП | ГДУ  | ГПУ  | ИВ   | ИМ    |
| -------------------- | -- | -- | -- | -- | -- | ---- | ---- | ---- | ----- |
| Њу Џерзи девилси     | 24 | 16 | 8  | 63 | 41 | 2.63 | 1.71 | 15.5 | 89.2  |
| Анахајм мајти дакси  | 21 | 15 | 6  | 45 | 40 | 2.14 | 1.90 | 11.4 | 87.1  |
| Отава сенаторси      | 18 | 11 | 7  | 43 | 34 | 2.39 | 1.89 | 14.8 | 91.8  |
| Минесота вајлдси     | 18 | 8  | 10 | 43 | 43 | 2.39 | 2.39 | 21.9 | 81.0  |
| Ванкувер канакси     | 14 | 7  | 7  | 34 | 47 | 2.43 | 3.36 | 17.8 | 76.3  |
| Филаделфија флајерси | 13 | 6  | 7  | 34 | 33 | 2.62 | 2.54 | 10.0 | 82.0  |
| Далас старси         | 12 | 6  | 6  | 34 | 25 | 2.83 | 2.08 | 17.2 | 90.0  |
| Тампа Беј лајтнингси | 11 | 5  | 6  | 22 | 29 | 2.00 | 2.64 | 13.5 | 79.1  |
| Колорадо аваланши    | 7  | 3  | 4  | 17 | 16 | 2.43 | 2.29 | 15.4 | 75.9  |
| Торонто мејпл лифси  | 7  | 3  | 4  | 16 | 24 | 2.29 | 3.43 | 12.0 | 84.8  |
| Сент Луис блуз       | 7  | 3  | 4  | 21 | 17 | 3.00 | 2.43 | 18.8 | 85.1  |
| Вашингтон капиталси  | 6  | 2  | 4  | 15 | 14 | 2.50 | 2.33 | 18.5 | 85.2  |
| Едмонтон ојлерси     | 6  | 2  | 4  | 11 | 20 | 1.83 | 3.33 | 4.3  | 82.0  |
| Њујорк ајлендерси    | 5  | 1  | 4  | 7  | 13 | 1.40 | 2.60 | 9.7  | 85.7  |
| Бостон бруинси       | 5  | 1  | 4  | 8  | 13 | 1.60 | 2.60 | 16.7 | 86.4  |
| Детроит ред вингси   | 4  | 0  | 4  | 6  | 10 | 1.50 | 2.50 | 14.3 | 100.0 |

Статистика је преузета са званичног сајта НХЛ лиге.
(Легенда: ОУ-одигране утакмице; П-победе; И-изгубљене утакмице; ГД-дати голови; ГП-примљени голови; ГДУ-просек датих голова по утакмици; ГПУ-просек примљених голова по утакмици; ИВ-реализација играча више; ИМ-одбрана са играчем мање)